# Cosmoconus modestus
Cosmoconus modestus är en stekelart som beskrevs av Dmitriy R. Kasparyan 1973. Cosmoconus modestus ingår i släktet Cosmoconus och familjen brokparasitsteklar. Inga underarter finns listade i Catalogue of Life.